# Papaver libanoticum
Papaver libanoticum är en vallmoväxtart. Papaver libanoticum ingår i släktet vallmor, och familjen vallmoväxter.
Arten har några små populationer i Libanon, norra Israel och västra Syrien.Den växer i bergstrakter mellan 2000 och 3000 meter över havet. Området är klippigt och glest täckt av växter.
Intesivt bruk av betesmarker hotar beståndet. Papaver libanoticum är sällsynt. IUCN listar arten som starkt hotad (EN).

## Underarter
Arten delas in i följande underarter:
- P. l. libanoticum
- P. l. polychaetum